# Giovanni IV d'Armagnac
Giovanni d'Armagnac in francese: Jean IV d'Armagnac (Rodez, 15 ottobre 1396 – L'Isle-Jourdain, 5 novembre 1450) fu Conte di Rodez, conte d'Armagnac e di Fezensac oltre che Visconte di Lomagne e Auvillars, dal 1418, alla sua morte.

## Origine
Giovanni, sia secondo i Documens historiques et généalogiques sur les familles et les hommes remarquables du Rouergue, che secondo Pierre de Guibours, detto Père Anselme de Sainte-Marie o più brevemente Père Anselme, era il figlio maschio primogenito del Conte di Rodez, conte d'Armagnac e di Fezensac, conte di Charolais e visconte di Lomagne e d'Auvillar, Bernardo VII e della signora di Faucigny, Bona di Berry, che, sia secondo i Documens historiques et généalogiques sur les familles et les hommes remarquables du Rouergue, che secondo Père Anselme, era la figlia terzogenita del duca di Berry e d'Alvernia e conte di Poitiers e Montpensier, Giovanni di Francia (1340 † 1416) e della prima moglie Giovanna d'Armagnac (24 giugno 1346-1387), che, sempre secondo i Documens historiques et généalogiques sur les familles et les hommes remarquables du Rouergue, che secondo Père Anselme, era la figlia terzogenita del Conte di Rodez, conte d'Armagnac e di Fezensac e visconte di Lomagne e d'Auvillar, Giovanni I (1306 -† 1373) e della contessa di Charolais, Beatrice di Clermont (gennaio 1311 - Rodez 25 agosto 1364), principessa di sangue reale, figlia primogenita del conte di Charolais e signore di Saint-Just, Giovanni (figlio di Roberto di Francia, figlio del re di Francia, Luigi IX il Santo) e della sua seconda moglie, Giovanna di Dargies, signora di Dargies e di Catheux.
Bernardo VII d'Armagnac, sia ancora secondo i Documens historiques et généalogiques sur les familles et les hommes remarquables du Rouergue, che secondo Père Anselme, era il figlio maschio primogenito del Conte di Rodez, conte d'Armagnac e di Fezensac, conte di Charolais e visconte di Lomagne e d'Auvillar, Giovanni II (1333 -† 1384) e di Giovanna di Périgord (1345 circa-dopo il 7 Maggio 1366), figlia di Ruggero Bernardo, Conte di Périgord e della moglie, Eleonora d1 Vendôme.

## Biografia

Scudo dei conti d'Armagnac e di Rodez, dopo il 1304

Nel 1410 i suoi genitori, Bernardo e Bona diedero in moglie al nuovo duca d'Orléans, Carlo, la loro figlia Bona, che portò a rafforzare l'alleanza tra i partigiani del duca d'Orléans ed i conti d'Armagnac. Durante la celebrazione del matrimonio tra Carlo e Bona, a Gien, il 15 aprile 1410, si formò una lega contro il duca di Borgogna, formata dal duca d'Orléans e il suocero, Bernardo d'Armagnac, con i duchi di Berry (il nonno e lo zio di Giovanni), i duchi di Borbone e di Bretagna, i conti d'Alençon et di Clermont, sotto la guida di suo padre, e dato che la lega aveva nelle sue file molti cavalieri guasconi (nel trattato Bernardo si impegnava di fornire 1000 uomini d'armi e 300 arcieri), il partito fu detto degli Armagnacchi, mentre la fazione opposta che si strinse intorno al duca di Borgogna, Giovanni senza Paura, fu detta dei Borgognoni.
Ne 1418, morì suo padre, Bernardo: il 12 giugno, in assenza del duca di Borgogna che era andato a caccia nelle sue terre, a Parigi, esplose una sollevazione, capeggiata dal boia, Capeluche, che andò a prelevare gli Armagnacchi prigionieri e ne uccise circa 1600, tra cui parecchie donne; tra coloro che furono trucidati vi era anche il connestabile Bernardo VII d'Armagnac, il cui corpo fu trascinato per le vie di Parigi (solo dopo il ritorno di Carlo VII a Parigi, nel 1437, i suoi figli poterono celebrare il Rito funebre di Bernardo, i cui resti furono sepolti nella Cattedrale di Auch, accanto ai suoi predecessori).
A Bernardo VII succedette, in tutti i suoi titoli e possedimenti, Giovanni, come Giovanni IV.
Il primo atto di Giovanni fu du recarsi, accompagnato dai nobili dei suoi stati, ad Angers dal delfino di Francia, Carlo, per chiedere giustizia degli assassini di suo padre ; Carlo si impegno e gli diede il governo della Linguadoca; essendosi però reso conto che il governo effettivo era esercitato dal duca di Borbone e d'Alvernia, Carlo I di Borbone, Giovanni preferì ritirarsi a vita privata; e, nel 1421, acquistò da Carlo I di Borbone, la contea de L'Isle-Jourdain, per la somma di 38.000 scudi.
Suo padre era divenuto padrone della Contea di Comminges che aveva preso con la forza, ma Giovanni non fu poi in grado di impedire il matrimonio di Margherita di Comminges (morta 1443) con Matteo di Grailly o di Foix-Castelbon (morto 1454) che governò la contea comunque in maniera indipendente.
Il delfino, Carlo VII, gli riconobbe un risarcimento di 12.000 scudi d'oro, per tutti i danni che gli inglesi avevano procurato nei suoi territori.
Nel 1425 Giovanni riconobbe il Re di Castiglia quale signore del contado di Armagnac. Carlo VII di Francia, allora impegnato contro gli inglesi non poté intervenire direttamente, ma non dimenticò certo l'accaduto tanto che, quando Giovanni provò ad arrangiare le nozze fra la propria figlia Isabelle ed Enrico VI d'Inghilterra dovette desistere per le minacce del sovrano.
Nel 1440 prese parte ad una ribellione che vedeva coinvolti alcuni nobili e il nuovo delfino, ma la rivolta venne sventata e Carlo VII perdonò gli insorti.
Nel 1442, Giovanni portò soccorso alla città di Tartas, assediata dagli inglesi.
Dopo la morte di Margherita di Comminges, reclamò la contea a nome delle figlia, Giovanna, che Margherita aveva avuto da suo zio, Giovanni III d'Armagnac; questo suo reclamo indispose il re Carlo VII, che accusò Giovanni di cercare un'alleanza con gli inglesi e chiese al delfino, Luigi di punirlo, il giovane Luigi mise quindi sotto asseddio L'Isle-Jourdain prendendo Giovanni in ostaggio a Carcassonne nel 1443.
Tre anni dopo Giovanni fu formalmente perdonato, ma le sue terre continuarono ad essere governate da ufficiali regi ed egli non ebbe più nessuna indipendenza fino alla morte sopraggiunta il 5 novembre 1450, a L'Isle-Jourdain.
A Giovanni succedette Giovanni, il figlio maschio primogenito come Giovanni V.

## Matrimoni e discendenza
Il 16 giugno 1407, al castello di Nantes Giovanni IV sposò Bianca di Bretagna (1395-1419), figlia del Duca di Bretagna e Conte diMontfort, Giovanni V di Bretagna e della principessa di Navarra Giovanna di Navarra; il matrimonio era stato concordato l'anno precedente. infatti il contratto è datato luglio 1406. La madre di Bianca, Giovanna di Navarra, dal 1403 era Regina consorte d'Inghilterra, avendo sposato il re d'Inghilterra, Enrico IV di Bolingbroke. Non si conosce l'anno esatto della morte di Bianca; si presume sia avvenuta nei primi mesi del 1419.
Giovanni da Bianca ebbe una sola figlia:
- Bona (1416-prima del 1448), morta giovane[15][21]; secondo il documento n° 5372 dei Titres de la maison ducale de Bourbon, par m. Huillard-Bréholles, il 18 settembre 1430, sua nonna, Bona di Berry la citò nel suo testamento[22]; nel 1448, suo padre, Giovanni IV, quale erede di Bona, chiese il saldo della dote che spettava a Bianca, sua prima moglie e madre di Bona[21].

Rimasto vedovo, Giovanni IV il 10 maggio del 1419 si sposò, in seconde nozze con Isabella di Navarra, figlia quintogenita del re di Navarra, conte d'Évreux e duca di Nemours, Carlo III di Navarra detto il Nobile e di Eleonora Enriquez.
Giovanni da Isabella ebbe cinque figli:
- Maria (circa 1420-1473), sposò nel 1437 il  duca d'Alençon e conte di Perche, Giovanni II d'Alençon (1409 † 1476)[16][25], fu la trisavola di Enrico IV di Francia
- Giovanni (1420-1473), conte d'Armagnac[16][21]
- Eleonora (1423-1456), sposò il 26 settembre 1446, il principe d'Orange, Luigi I[16][25] (1389-1463)
- Carlo (1425-3 giugno 1497) conte d'Armagnac[16][25]
- Isabella (1430-1476), Contessa di Aure, amante del fratello Giovanni[16][25].

Giovanni, secondo i Documens historiques et généalogiques sur les familles et les hommes remarquables du Rouergue, da un'amante di cui non si conosce né il nome né gli ascendenti, ebbe anche un figlio illegittimo:
- Giovanni (? -1483), che, nel 1462 fu Arcivescovo di Auch[16].

## Ascendenza
|                                           |                                |                                                | Genitori                                            |  |  | Nonni |  |  | Bisnonni                                |  |  | Trisnonni                         |  |
|                                           |                                |                                                |                                                     |  |  |       |  |  | 8. Giovanni I, conte d'Armagnac e Rodez |  |  | 16. Bernardo VI, conte d'Armagnac |  |
|                                           |                                |                                                |                                                     |  |  |       |  |  | 8. Giovanni I, conte d'Armagnac e Rodez |  |  | 16. Bernardo VI, conte d'Armagnac |  |
|                                           |                                | 17. Cecilia, contessa di Rodez                 |                                                     |  |  |       |  |  | 8. Giovanni I, conte d'Armagnac e Rodez |  |  |                                   |  |
| 4. Giovanni II, conte d'Armagnac e Rodez  |                                |                                                |                                                     |  |  |       |  |  | 8. Giovanni I, conte d'Armagnac e Rodez |  |  |                                   |  |
|                                           |                                | 9. Beatrice di Charolais                       | 18. Giovanni, signore di Charolais                  |  |  |       |  |  |                                         |  |  |                                   |  |
|                                           |                                | 9. Beatrice di Charolais                       | 18. Giovanni, signore di Charolais                  |  |  |       |  |  |                                         |  |  |                                   |  |
|                                           |                                | 9. Beatrice di Charolais                       | 19. Giovanna di Dargies                             |  |  |       |  |  |                                         |  |  |                                   |  |
| 2. Bernardo VII, conte d'Armagnac e Rodez |                                | 9. Beatrice di Charolais                       |                                                     |  |  |       |  |  |                                         |  |  |                                   |  |
|                                           |                                | 10. Ruggero Bernardo, conte di Périgord        | 20. Elia IX, conte di Périgord                      |  |  |       |  |  |                                         |  |  |                                   |  |
|                                           |                                | 10. Ruggero Bernardo, conte di Périgord        | 20. Elia IX, conte di Périgord                      |  |  |       |  |  |                                         |  |  |                                   |  |
|                                           |                                | 10. Ruggero Bernardo, conte di Périgord        | 21. Brunissenda di Foix                             |  |  |       |  |  |                                         |  |  |                                   |  |
| 5. Giovanna di Périgord                   |                                | 10. Ruggero Bernardo, conte di Périgord        |                                                     |  |  |       |  |  |                                         |  |  |                                   |  |
|                                           |                                | 11. Eleonora di Vendôme                        | 22. Burcardo VI, conte di Vendôme                   |  |  |       |  |  |                                         |  |  |                                   |  |
|                                           |                                | 11. Eleonora di Vendôme                        | 22. Burcardo VI, conte di Vendôme                   |  |  |       |  |  |                                         |  |  |                                   |  |
|                                           |                                | 11. Eleonora di Vendôme                        | 23. Alice di Bretagna                               |  |  |       |  |  |                                         |  |  |                                   |  |
| 1. Giovanni IV, conte d'Armagnac e Rodez  |                                | 11. Eleonora di Vendôme                        |                                                     |  |  |       |  |  |                                         |  |  |                                   |  |
|                                           | 12. Giovanni II, re di Francia | 24. Filippo VI, re di Francia                  |                                                     |  |  |       |  |  |                                         |  |  |                                   |  |
|                                           | 12. Giovanni II, re di Francia | 24. Filippo VI, re di Francia                  |                                                     |  |  |       |  |  |                                         |  |  |                                   |  |
|                                           | 12. Giovanni II, re di Francia | 25. Giovanna di Borgogna                       |                                                     |  |  |       |  |  |                                         |  |  |                                   |  |
| 6. Giovanni, duca di Berry                | 12. Giovanni II, re di Francia |                                                |                                                     |  |  |       |  |  |                                         |  |  |                                   |  |
|                                           |                                | 13. Bona di Lussemburgo                        | 26. Giovanni I, re di Boemia e conte di Lussemburgo |  |  |       |  |  |                                         |  |  |                                   |  |
|                                           |                                | 13. Bona di Lussemburgo                        | 26. Giovanni I, re di Boemia e conte di Lussemburgo |  |  |       |  |  |                                         |  |  |                                   |  |
|                                           |                                | 13. Bona di Lussemburgo                        | 27. Elisabetta di Boemia                            |  |  |       |  |  |                                         |  |  |                                   |  |
| 3. Bona di Berry                          |                                | 13. Bona di Lussemburgo                        |                                                     |  |  |       |  |  |                                         |  |  |                                   |  |
|                                           |                                | 14. Giovanni I, conte d'Armagnac e Rodez (= 8) | 28. Bernardo VI, conte d'Armagnac (= 16)            |  |  |       |  |  |                                         |  |  |                                   |  |
|                                           |                                | 14. Giovanni I, conte d'Armagnac e Rodez (= 8) | 28. Bernardo VI, conte d'Armagnac (= 16)            |  |  |       |  |  |                                         |  |  |                                   |  |
|                                           |                                | 14. Giovanni I, conte d'Armagnac e Rodez (= 8) | 29. Cecilia, contessa di Rodez (= 17)               |  |  |       |  |  |                                         |  |  |                                   |  |
| 7. Giovanna d'Armagnac                    |                                | 14. Giovanni I, conte d'Armagnac e Rodez (= 8) |                                                     |  |  |       |  |  |                                         |  |  |                                   |  |
|                                           |                                | 15. Beatrice di Charolais (= 9)                | 30. Giovanni, signore di Charolais (= 18)           |  |  |       |  |  |                                         |  |  |                                   |  |
|                                           |                                | 15. Beatrice di Charolais (= 9)                | 30. Giovanni, signore di Charolais (= 18)           |  |  |       |  |  |                                         |  |  |                                   |  |
|                                           |                                | 15. Beatrice di Charolais (= 9)                | 31. Giovanna di Dargies (= 19)                      |  |  |       |  |  |                                         |  |  |                                   |  |
|                                           |                                | 15. Beatrice di Charolais (= 9)                |                                                     |  |  |       |  |  |                                         |  |  |                                   |  |

### Fonti primarie
- (FR)  Histoire généalogique et chronologique de la maison royale de France, tomus III.
- (FR)  Documens historiques et généalogiques sur les familles et les hommes remarquables du Rouergue.

### Letteratura storiografica
- A. Coville, Armagnacchi e Borgognoni (1380-1422), in Storia del mondo medievale, vol. VI, 1999, pp. 642–672.
- Joseph Calmette, Il regno di Carlo VII e la fine della guerra dei cent'anni in Francia, in Storia del mondo medievale, vol. VII, 1999, pp. 611–656.
- (FR)  Titres de la maison ducale de Bourbon, par m. Huillard-Bréholles.